# Hermann Braun (Kreisdirektor)
Hermann Braun (* 22. Oktober 1882 in Körner; † 22. Februar 1948 in Bad Nauheim) war ein deutscher Verwaltungsjurist.

## Leben
Braun studierte ab Sommersemester 1900 Rechtswissenschaften in Gießen und Leipzig. Nach der Promotion zum Dr. jur. war er Hilfsarbeiter bei der Landwirtschaftskammer in Darmstadt und bei der Darmstädter und Nationalbank in Berlin, später Regierungsrat am Kreisamt in Gießen. 1932 wurde er Kreisdirektor in Erbach im Odenwald, 1937 Kreisdirektor in Friedberg. Zuletzt amtierte er als kommissarischer Landrat in Büdingen und Vizepräsident der Brandversicherungskammer in Darmstadt.